# Saša Radulović (politico)
Saša Radulović (Bihać, 7 giugno 1965) è un politico e ingegnere elettronico serbo, ex ministro dell'economia e presidente del movimento politico Dosta je bilo ("Ora basta").

## Biografia

### Formazione e vita privata
Radulović nasce a Bihać (Bosnia ed Erzegovina, allora Jugoslavia) in una famiglia di serbi di Bosnia; il padre, Budimir Radulović, è ufficiale medico nell'Esercito Popolare Jugoslavo e verrà ucciso il 3 maggio 1992 a Sarajevo all'inizio del conflitto.
Radulović si laurea presso la Facoltà di Ingegneria Elettrica dell'Università di Sarajevo, con specializzazione in automazione ed elettronica.
Negli anni '80 Radulović è esponente del movimento culturale del "neo-primitivismo" sarajevese, assieme ad Emir Kusturica e ai membri della rock band Zabranjeno Pušenje. Il suo odierno stretto collaboratore Dušan Pavlović viene anch'egli dalla cultura pop jugoslava degli anni '80, come ex membro della band belgradese Vampiri.
Radulović è sposato e ha due figli. Oltre alla sua lingua serba nativa, parla inglese e tedesco.

### Carriera professionale
Alla fine degli anni '80 Radulović lascia la Jugoslavia e lavora in vari paesi, tra cui  Stati Uniti, Canada e Germania.
In Germania dal 1990 lavora per Siemens AG sul monitoraggio del sistema per le centrali nucleari situate in Germania, Stati Uniti e Russia, con frequenti viaggi negli USA.  Nel 1994 Radulović inizia a lavorare a Toronto, in Canada, per Antares Alliance, una controllata di Amdahl / EDS, come  gestore di team di sviluppo di database relazionali, prima di passare alla Interpro Medical Network,  inizialmente come vice presidente dello sviluppo, e poi come uno dei membri del Consiglio di Amministrazione. Dal 1997 al 2001 è stato  direttore generale della società che si occupa dei server per le immagini TrueSpectre. Insieme ai colleghi della compagnia ha progettato l'architettura e gli algoritmi che elaborano le immagini sui server. Dal 2002 al 2006 è stato consulente di diverse società di investimento.
Radulović è tornato in Serbia dagli Stati Uniti nel 2005, ed è diventato un pioniere blogger, scrivendo sulle riforme economiche, business e fisco.  Professionalmente possedeva una società e ha lavorato come curatore fallimentare per molte altre aziende. Ha esercitato da libero professionista come curatore fallimentare e gestore di portafoglio.
Radulović ha lavorato come consulente per Consiglio d'Europa, OSCE, Ambasciata degli Stati Uniti, GIZ, NALED, e l'Associazione delle piccole e medie imprese. Ha anche fornito corsi di formazione per la polizia serba e pubblici ministeri su come perseguire i crimini finanziari.

### Carriera politica
Nel 2013 Radulović è stato nominato ministro tecnico dell'Economia nel governo di Ivica Dačić. Durante la sua breve permanenza in carica è venuto alla ribalta per un testo sulla rivista Nedeljnik in cui ha ferocemente criticato la precedente politica economica del partito di governo SNS, compreso il processo di privatizzazione e la corruzione associata. Il testo è spesso citato non solo in Serbia, ma anche nei media degli altri Stati dell'ex Jugoslavia. Durante il mandato ministeriale, Radulović ha cercato di portare  trasparenza sulla base di una visione di governo aperto, ma ha percepito di essere ostruito da altri ministri SNS. Radulović è stato apertamente attaccato dal premier Vucic quando ha deciso di fermare diversi processi di privatizzazione che riteneva non trasparenti. Radulović si è dimesso dalla carica di ministro il 24 gennaio 2014.
Il 2 febbraio 2014 Radulović ha annunciato che avrebbe partecipato alle elezioni parlamentari del 16 marzo 2014 con una propria lista. Il suo movimento Dosta je bilo (Ora basta) ha ottenuto 74.973 voti (2,09%), rimanendo al di sotto della soglia di sbarramento del 5%. La sua lista era stata l'unica a pubblicare un programma elettorale consolidato con piani d'azione in diversi settori.
Alle elezioni parlamentari serbe del 2016 il suo movimento Dosta je bilo ha triplicato il suo sostegno e con il 6,02% dei voti ha ottenuto 16 seggi parlamentari.